# Torre García
Torre García es una estructura militar tipo torre costera que se encuentra situada en la playa de Torregarcía, en el término municipal de la ciudad de Almería (provincia de Almería, Andalucía, España). Catalogada con el número AL-CAS-026 y de acceso libre. Fue construida en el siglo XVI y actualmente se encuentra prohibido el acceso a ella debido a su mal estado de conservación.

## Historia
Se presume origen islámico (Torre de Graçia, 1501). Ubicada “entre la Torre del Alquyán y la Estançia del Cabo de Gata”, y junto a las ruinas de una antigua fábrica de salazones romana, contaba con una dotación de tres hombres. El 21 de diciembre de 1502 el guarda Andrés de Jaén halló en sus inmediaciones una imagen de la Virgen del Mar, que en 1806 llegaría a ser Patrona de la ciudad. En dicho lugar se construyó una ermita en 1953. Por informes de Juan de Almería en 1526 se deduce que estaba derruida. Se inicia su reconstrucción entre 1571 y 1575. 
Según informe de 1759 estaba en buen estado y tenía dos torreros. Ventura Buzetta informa el 1 de diciembre de 1773 del empleo de 1000 reales de vellón en el recalzo, repello de partes y reparación de la bóveda. Permanece bien conservada hasta entrado el siglo XIX; en 1849 Miguel de Santillana informa de su regular estado. Los carabineros habitan por aquel entonces una casa cercana.
En 1940 se coloca un azulejo con la imagen de la Virgen del Mar y una lápida. En 1987 el arquitecto almeriense don Jesús Martínez Durbán proyecta su restauración, obra realizada entre el 9 de octubre de 1987 y el 4 de septiembre de 1989 bajo la dirección de los arquitectos don Pedro Nau Yagüe y don Francisco Salvador Granados: se consolidan paramentos, se coloca escala metálica permanente de acceso y se repone su remate.
A partir de 1987 queda incluida en el parque natural del Cabo de Gata-Níjar.

## Protección
Se encuentra bajo la protección de la Declaración genérica del Decreto de 22 de abril de 1949 y la Ley 16/1985 de 25 de junio (BOE número 155 de 29 de junio de 1985) sobre el Patrimonio Histórico Español. La Junta de Andalucía otorgó un reconocimiento especial a los castillos de la Comunidad Autónoma de Andalucía en 1993. Es Bien de Interés Cultural desde 1993.